# Erigeron umbrosus
Erigeron umbrosus là một loài thực vật có hoa trong họ Cúc. Loài này được (Kar. & Kir.) Boiss. mô tả khoa học đầu tiên năm 1888.